# Бэрри, Джоан
Джоан Бэрри (англ. Joan Barry, 5 ноября 1903 — 10 апреля 1989) — британская актриса.

## Биография
В кино начала сниматься с 15 лет. Наиболее известна всё же стала не её игра, а голос в фильме Альфреда Хичкока «Шантаж» (1929), где она озвучивала чешскую актрису Анни Ондру. В 1934 году Джоан Бэрри прекратила сниматься, посвятив себя семье.

## Избранная фильмография
- 1932 — Римский экспресс — Миссис Макстед
- 1931 — Богатые и странные — Эмили Хилл
- 1929 — Атлантик — Бэтти Тейт-Хагес